# مدوم (رياضيات)

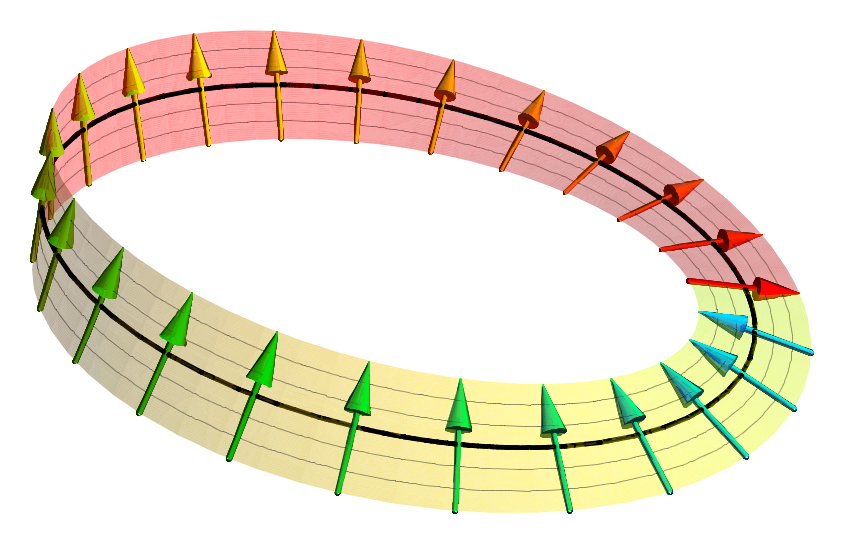

يعبر المُدَوِّم أو الدُّوَّام (بالإنجليزية: Spinor)‏ في الرياضيات والفيزياء، وبشكل أكثر تحديداً ضمن نظرية المجموعات المتعامدة على كائنات رياضية مشابهة للأشعة أو المتجهات لكنها تغير اشارتها بعد تطبيق دوران بقيمة عليها أي دائرة كاملة. يستعمل في مفاهيم الفيزياء الكمية.